# ذا باغز باني كريزي كاسل 2
ذا باغز باني كريزي كاسل 2 (بالإنجليزية: The Bugs Bunny Crazy Castle 2)‏ ، هي لعبة فيديو من نوع أكشن، أنجها شركة كيمكو سنة 1991م ونشرها شركة نينتندو.

## وصلات خارجية
- The Bugs Bunny Crazy Castle 2 at GameFAQS
- The Bugs Bunny Crazy Castle 2 at MobyGames